# Luisa, principessa reale
Luisa di Sassonia-Coburgo-Gotha, il cui nome completo era Luisa Vittoria Alessandra Dagmar (Westminster, 20 febbraio 1867 – Westminster, 4 gennaio 1931), fu la terza (e prima femmina) tra i figli del re Edoardo VII del Regno Unito e della regina Alessandra. Era la sorella minore di re Giorgio V e quinta tra le figlie di un monarca britannico ad essere insignita del titolo di Principessa Reale.

## Biografia

### Infanzia e gioventù

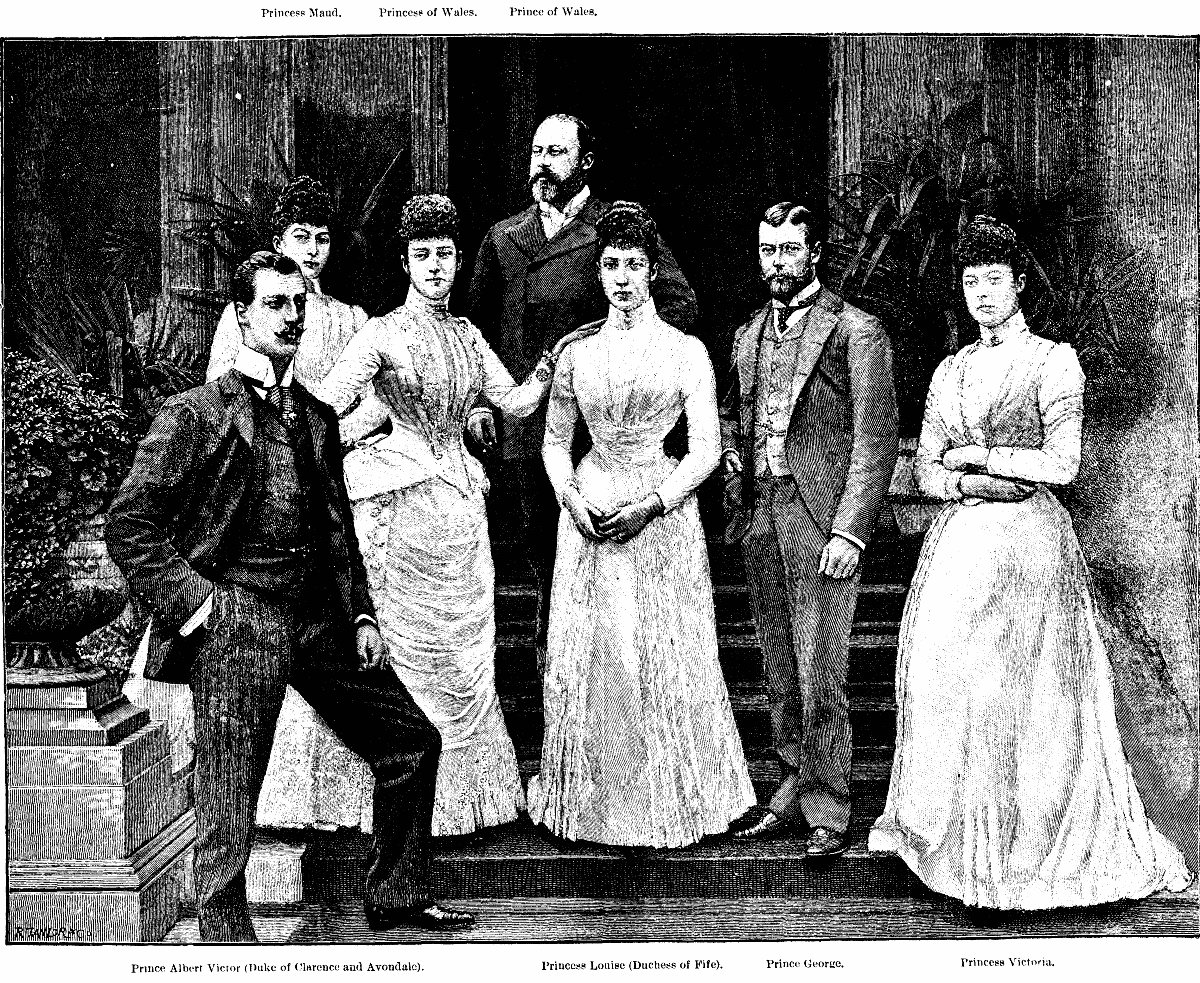
Luisa e la sua famiglia (1891). Da sinistra a destra: il fratello Alberto Vittorio, la sorella Maud, la madre Alessandra, il padre Edoardo VII, Luisa, il fratello Giorgio V e la sorella Vittoria.

Luisa nacque principessa Luisa del Galles a Marlborough House, l'abitazione londinese dei suoi genitori, che allora erano il Principe e la Principessa di Galles (divenuti in seguito re Edoardo VII e regina Alessandra). Passò gran parte della sua infanzia a Sandringham House, la residenza di campagna dei genitori nel Norfolk; come le sorelle, principesse Maud e Vittoria, ricevette un'educazione formale limitata.
Venne battezzata nella casa natale il 10 maggio 1867 dall'arcivescovo di Canterbury, Charles Thomas Longley. Furono suoi padrini:
- le zie paterne Alice, Elena e Luisa;
- lo zio acquisito Federico III di Germania;
- la cugina Augusta di Hannover;
- il prozio materno della madre, Federico Guglielmo d'Assia-Kassel;
- la nonna materna, regina Luisa di Danimarca, in nome del quale ricevette il primo nome;
- lo zio materno Giorgio I di Grecia;
- la zia materna, imperatrice Maria Feodorovna di Russia;
- il prozio materno, duca Carlo di Schleswig-Holstein-Sonderburg-Glücksburg;
- il principe Edoardo di Sassonia-Weimar-Eisenach.

Di questi solo due presenziarono alla cerimonia, la regina Luisa di Danimarca e la granduchessa Augusta, mentre gli altri vennero rappresentati per procura.

### Matrimonio
Sabato 27 luglio 1889, la principessa Luisa sposò Alexander Duff, 6º Conte Fife (11 ottobre 1849 – 29 dicembre 1912), di diciotto anni più vecchio di lei, nella cappella privata di Buckingham Palace. Furono sue damigelle d'onore le principesse Maud e Vittoria di Galles, Vittoria Maria di Teck, Maria Luisa ed Elena Vittoria di Schleswig-Holstein e le contesse Fedora, Elena e Vittoria Gleichen.
Due giorni dopo il matrimonio, la regina Vittoria creò Alexander Duca di Fife e Marchese di Macduff nei Pari del Regno Unito. Le lettere patenti che crearono il ducato contenevano il tradizionale riferimento agli «eredi maschi legalmente generati»; con il tempo divenne però chiaro che la coppia non avrebbe avuto un figlio maschio, così, il 24 aprile 1900, la Regina firmò delle lettere patenti per la creazione di un nuovo Ducato di Fife, assieme alla Contea di Macduff, nei Pari del Regno Unito, con un riferimento speciale: in mancanza di un erede maschio, il titolo sarebbe passato alle figlie del 1º Duca e poi ai loro discendenti maschi.

### Principessa Reale
Il 9 novembre 1905 Edoardo VII nominò Luisa Principessa Reale, il più alto onore concesso ad un membro femminile della famiglia reale; ne derivò che Luisa venne intitolata Sua Altezza Reale La Principessa Reale, Duchessa di Fife. Allo stesso tempo, il Re dichiarò che le due figlie di Luisa dovessero avere la dignità titolare di Principesse di Gran Bretagna e Irlanda ed il trattamento di Altezza, con ordine di precedenza immediatamente successivo a quella degli altri membri della famiglia con il trattamento di Altezza Reale. Da quel momento in poi le sue figlie, divenute Sua Altezza Principessa Alexandra di Fife e Sua Altezza Principessa Maud di Fife, non derivarono il loro rango dal padre, bensì dalla volontà del sovrano.
Nel dicembre 1911, mentre si recavano in nave in Egitto, Luisa e la sua famiglia fece naufragio al largo delle coste del Marocco; benché si salvarono tutti senza rimanere feriti, il marito Alexander si ammalò di pleurite, come probabile conseguenza dell'incidente. Egli morì ad Assuan nel gennaio 1912, e la figlia maggiore Alexandra gli successe nel ducato, divenendo Duchessa di Fife come suo proprio diritto. Si deve notare che Alexandra in seguito sposò il principe Arturo di Connaught, un primo cugino di sua madre, e venne quindi conosciuta come Sua Altezza Reale Principessa Arturo di Connaught, adottando i titoli ed il trattamento del marito, un'Altezza Reale, visto che egli era il figlio del principe Arturo, duca di Connaught, terzo figlio della regina Vittoria.

### Ultimi anni
La principessa Luisa ricevette l'onorificenza dell'Ordine Reale di Vittoria ed Alberto nel 1885 e, due anni dopo, quella dell'Ordine Imperiale della Corona d'India. Nel 1888 divenne inoltre una Dama del Venerabile Ordine di San Giovanni di Gerusalemme e nel 1929 una Dama di Gran Croce dello stesso ordine. Per quanto riguarda gli onori militari, nel 1914 fu nominata colonnello in capo del 7° Guardie Dragoni (reggimento personale della principessa reale) e nel 1921, quando venne creato, anche del 4° Guardie Dragoni.
Luisa morì nel gennaio 1931 nella sua casa di Portman Square, a Londra, e venne sepolta nella cappella di San Giorgio, nel castello di Windsor; i suoi resti vennero poi traslati nella cappella privata del mausoleo di Mar Lodge a Braemar, nell'Aberdeenshire.

## Discendenza
Il Duca e la Duchessa di Fife ebbero tre figli:
- Alastair Duff, marchese di Macduff (nato morto il 16 giugno 1890);
- Alexandra Duff (17 maggio 1891 – 26 febbraio 1959), sposò il cugino, il Principe Arturo di Connaught ed ebbe discendenza;
- Maud Duff (3 aprile 1893 – 14 dicembre 1945), sposò Charles Carnegie, XI conte di Southesk ed ebbe discendenza.

## Titoli nobiliari e stemma

### Titoli
- 20 febbraio 1867 – 27 giugno 1889: Sua Altezza Reale Principessa Luisa di Galles
- 27 – 29 giugno 1889: Sua Altezza Reale Principessa Luisa, Contessa Fife
- 29 giugno 1889 – 22 gennaio 1901: Sua Altezza Reale Principessa Luisa, Duchessa di Fife
- 22 gennaio 1901 – 9 novembre 1905: Sua Altezza Reale La Principessa Luisa, Duchessa di Fife
- 9 novembre 1905 – 4 gennaio 1931: Sua Altezza Reale La Principessa Reale, Duchessa di Fife

### Stemma
In occasione del suo matrimonio venne concesso a Luisa l'uso di un proprio stemma, cioè quello del regno con uno scudo interno per la Sassonia, il tutto differenziato da una fascia d'argento a cinque punte, le due più esterne e quella centrale recanti croci rosse ed il paio centrale con il cardo. Lo scudo centrale venne poi tolto con decreto reale nel 1917.

## Onorificenze

Lo stemma personale di Luisa, principessa Reale e duchessa di Fife, in uso fino al 1917.

Il monogramma personale della principessa Luisa, duchessa di Fife.

## Ascendenza
|                                   |                                                                |                                                      | Genitori                                        |  |  | Nonni |  |  | Bisnonni                            |  |  | Trisnonni                                       |  |
|                                   |                                                                |                                                      |                                                 |  |  |       |  |  | Ernesto I di Sassonia-Coburgo-Gotha |  |  | Francesco Federico di Sassonia-Coburgo-Saalfeld |  |
|                                   |                                                                |                                                      |                                                 |  |  |       |  |  | Ernesto I di Sassonia-Coburgo-Gotha |  |  | Francesco Federico di Sassonia-Coburgo-Saalfeld |  |
|                                   |                                                                | Augusta di Reuss-Ebersdorf                           |                                                 |  |  |       |  |  | Ernesto I di Sassonia-Coburgo-Gotha |  |  |                                                 |  |
| Alberto di Sassonia-Coburgo-Gotha |                                                                |                                                      |                                                 |  |  |       |  |  | Ernesto I di Sassonia-Coburgo-Gotha |  |  |                                                 |  |
|                                   |                                                                | Luisa di Sassonia-Gotha-Altenburg                    | Augusto di Sassonia-Gotha-Altenburg             |  |  |       |  |  |                                     |  |  |                                                 |  |
|                                   |                                                                | Luisa di Sassonia-Gotha-Altenburg                    | Augusto di Sassonia-Gotha-Altenburg             |  |  |       |  |  |                                     |  |  |                                                 |  |
|                                   |                                                                | Luisa di Sassonia-Gotha-Altenburg                    | Luisa Carlotta di Meclemburgo-Schwerin          |  |  |       |  |  |                                     |  |  |                                                 |  |
| Edoardo VII del Regno Unito       |                                                                | Luisa di Sassonia-Gotha-Altenburg                    |                                                 |  |  |       |  |  |                                     |  |  |                                                 |  |
|                                   |                                                                | Edoardo Augusto di Hannover                          | Giorgio III del Regno Unito                     |  |  |       |  |  |                                     |  |  |                                                 |  |
|                                   |                                                                | Edoardo Augusto di Hannover                          | Giorgio III del Regno Unito                     |  |  |       |  |  |                                     |  |  |                                                 |  |
|                                   |                                                                | Edoardo Augusto di Hannover                          | Carlotta di Meclemburgo-Strelitz                |  |  |       |  |  |                                     |  |  |                                                 |  |
| Vittoria del Regno Unito          |                                                                | Edoardo Augusto di Hannover                          |                                                 |  |  |       |  |  |                                     |  |  |                                                 |  |
|                                   |                                                                | Vittoria di Sassonia-Coburgo-Saalfeld                | Francesco Federico di Sassonia-Coburgo-Saalfeld |  |  |       |  |  |                                     |  |  |                                                 |  |
|                                   |                                                                | Vittoria di Sassonia-Coburgo-Saalfeld                | Francesco Federico di Sassonia-Coburgo-Saalfeld |  |  |       |  |  |                                     |  |  |                                                 |  |
|                                   |                                                                | Vittoria di Sassonia-Coburgo-Saalfeld                | Augusta di Reuss-Ebersdorf                      |  |  |       |  |  |                                     |  |  |                                                 |  |
| Luisa di Sassonia-Coburgo-Gotha   |                                                                | Vittoria di Sassonia-Coburgo-Saalfeld                |                                                 |  |  |       |  |  |                                     |  |  |                                                 |  |
|                                   | Federico Guglielmo di Schleswig-Holstein-Sonderburg-Glücksburg | Federico Carlo di Schleswig-Holstein-Sonderburg-Beck |                                                 |  |  |       |  |  |                                     |  |  |                                                 |  |
|                                   | Federico Guglielmo di Schleswig-Holstein-Sonderburg-Glücksburg | Federico Carlo di Schleswig-Holstein-Sonderburg-Beck |                                                 |  |  |       |  |  |                                     |  |  |                                                 |  |
|                                   | Federico Guglielmo di Schleswig-Holstein-Sonderburg-Glücksburg | Federica di Schlieben                                |                                                 |  |  |       |  |  |                                     |  |  |                                                 |  |
| Cristiano IX di Danimarca         | Federico Guglielmo di Schleswig-Holstein-Sonderburg-Glücksburg |                                                      |                                                 |  |  |       |  |  |                                     |  |  |                                                 |  |
|                                   |                                                                | Luisa Carolina d'Assia-Kassel                        | Carlo d'Assia-Kassel                            |  |  |       |  |  |                                     |  |  |                                                 |  |
|                                   |                                                                | Luisa Carolina d'Assia-Kassel                        | Carlo d'Assia-Kassel                            |  |  |       |  |  |                                     |  |  |                                                 |  |
|                                   |                                                                | Luisa Carolina d'Assia-Kassel                        | Luisa di Danimarca                              |  |  |       |  |  |                                     |  |  |                                                 |  |
| Alessandra di Danimarca           |                                                                | Luisa Carolina d'Assia-Kassel                        |                                                 |  |  |       |  |  |                                     |  |  |                                                 |  |
|                                   |                                                                | Guglielmo d'Assia-Kassel                             | Federico d'Assia-Kassel                         |  |  |       |  |  |                                     |  |  |                                                 |  |
|                                   |                                                                | Guglielmo d'Assia-Kassel                             | Federico d'Assia-Kassel                         |  |  |       |  |  |                                     |  |  |                                                 |  |
|                                   |                                                                | Guglielmo d'Assia-Kassel                             | Carolina Polissena di Nassau-Usingen            |  |  |       |  |  |                                     |  |  |                                                 |  |
| Luisa d'Assia-Kassel              |                                                                | Guglielmo d'Assia-Kassel                             |                                                 |  |  |       |  |  |                                     |  |  |                                                 |  |
|                                   |                                                                | Luisa Carlotta di Danimarca                          | Federico di Danimarca                           |  |  |       |  |  |                                     |  |  |                                                 |  |
|                                   |                                                                | Luisa Carlotta di Danimarca                          | Federico di Danimarca                           |  |  |       |  |  |                                     |  |  |                                                 |  |
|                                   |                                                                | Luisa Carlotta di Danimarca                          | Sofia Federica di Meclemburgo-Schwerin          |  |  |       |  |  |                                     |  |  |                                                 |  |
|                                   |                                                                | Luisa Carlotta di Danimarca                          |                                                 |  |  |       |  |  |                                     |  |  |                                                 |  |